# Осада Чандери
Битва при Чандери или осада Чандери произошла 20 января 1528 года, когда могольский падишах Бабур осаждал и взял крепость Чандери.

## История
Осада Чандери началась после битвы при Кхануа, в которой император Великих Моголов Бабур победил раджпутскую конфедерацию и прочно установил правление Великих Моголов, сокрушив восстанавливающиеся силы раджпутов, поскольку битва велась за господство в Северной Индии между раджпутами и моголами. Получив известие о том, что Рана Санга начал военные приготовления, чтобы возобновить конфликт с ним, Бабур решил изолировать Рану, нанеся военное поражение одному из своих вассалов Медини Раю, который был правителем Малвы. Таким образом, в декабре 1527 года, выбрав окольный путь, Бабур направился к крепости Чандери в Малве, которая была столицей королевства Малва. Достигнув Чандери, 20 января 1528 года Бабур предложил Шамсабад Медини Раю в обмен на Чандери в качестве мирного соглашения, но предложение было отклонено.
Внешняя крепость Чандери была взята армией Бабура ночью, а на следующее утро верхний форт был захвачен. Бабур выразил удивление, что верхний форт пал в течение часа после последнего штурма.
Медини Рай организовал церемонию Джаухар, во время которой раджпутские женщины и дети совершили самосожжение, чтобы спасти свою честь от Моголов. Небольшое количество солдат также собралось в доме Медини Рай и продолжило убивать друг друга в коллективном самоубийстве. Эта жертва, похоже, не произвела впечатления на Бабура, который в своей автобиографии не выражает ни слова восхищения врагом. Скорее, как и после битвы при Кхануа, он приказал воздвигнуть башню черепов — практику, разработанную Тимуром против противника, — как акт варварства. По словам Чандры, практика строительства башни черепов заключалась в том, чтобы зафиксировать монументальную победу, а также терроризировать противников. Бабур ранее использовал ту же тактику против афганцев Баджаура.